# Garakan
Garekan ou Garakan est un village de la municipalité d'Ashtian dans la province de Markazi en Iran.

## Démographie
En 2006 sa population était de 799 habitants.